# گراهام رید (بازیکن فوتبال ، زاده ۱۹۶۱)
گراهام رید (انگلیسی: Graham Reed؛ زادهٔ ۲۴ ژوئن ۱۹۶۱) بازیکن فوتبال اهل بریتانیا است.
از باشگاه‌هایی که در آن بازی کرده‌است می‌توان به باشگاه فوتبال بارنزلی، باشگاه فوتبال آیلزبری یونایتد، باشگاه فوتبال کترینگ تاون، و باشگاه فوتبال نورث‌همپتون تاون اشاره کرد.